# M – Museum Leuven

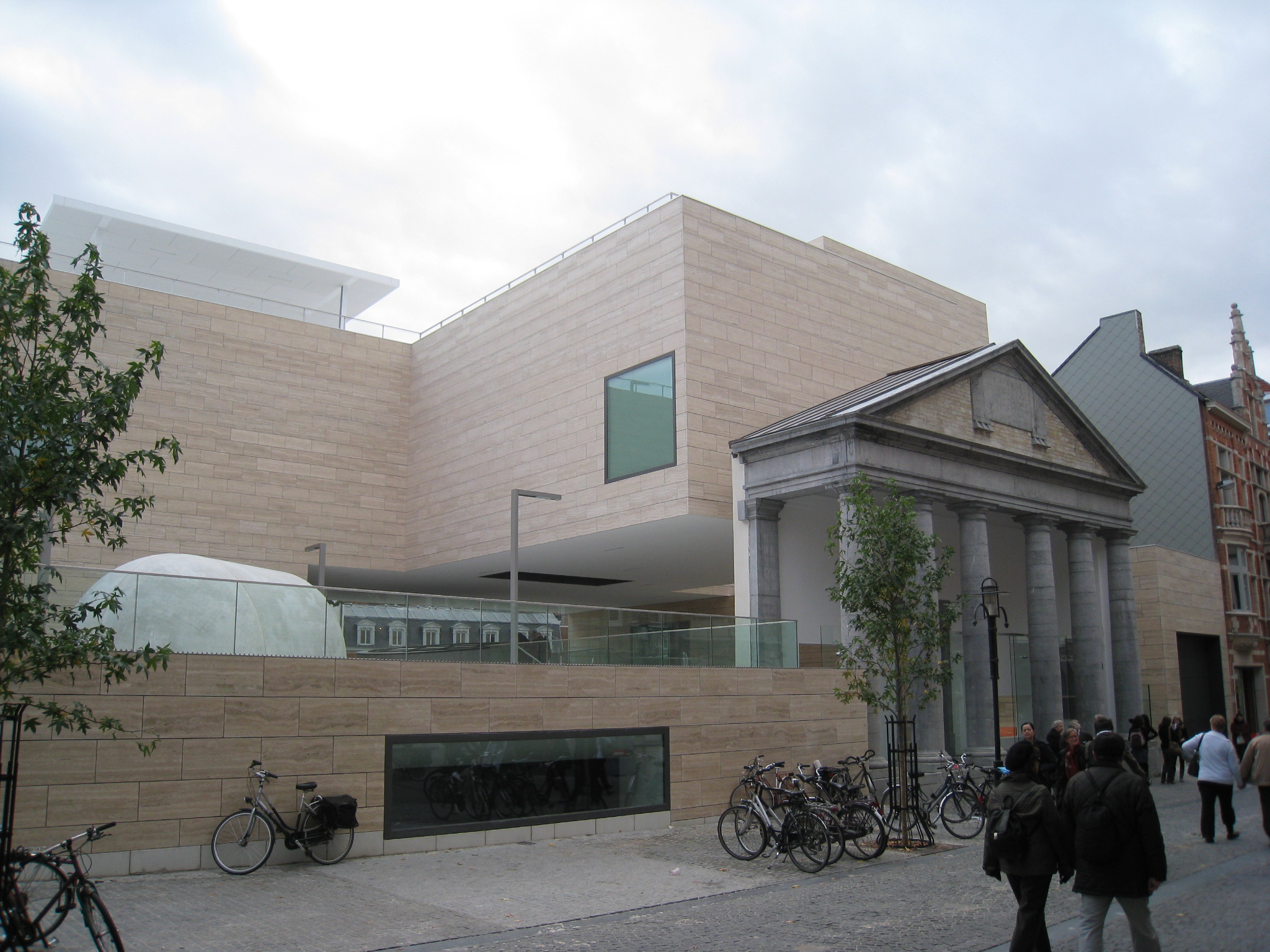
M – Museum Leuven

Das M – Museum Leuven (auch M Museum oder einfach nur M) ist ein Kunstmuseum in der belgischen Stadt Löwen (Leuven). Es bietet einen Überblick über die Kunst Löwens und Brabants vom Mittelalter bis in die Gegenwart.

## Geschichte
Die Anfänge des M Museums liegen in einem Kuriositätenkabinett, mit dessen Ausstellungsstücken im Jahr 1823 ein Museum im Rathaus von Löwen eingerichtet wurde. Etwa einhundert Jahre später verlegte man es als "Vander Kelen-Mertens Gemeindemuseum" in den ehemaligen Wohnsitz des Bürgermeisters Leopold Vander Kelen. Im Jahr 2009 wurde an diesem Standort in der Leopold Vanderkelenstraat ein Neubau von Stéphane Beel Architects eröffnet, der mehrere alte und neue Gebäude in den Museumskomplex integriert. Seitdem nennt sich die Einrichtung offiziell "M – Museum Leuven".

## Sammlung
Die Sammlung beinhaltet einerseits den Kirchenschatz von Sint Pieter, welcher in der Kirche zu besichtigen ist und ein Beispiel für die brabantische Hochgotik des 15. Jahrhunderts darstellt. Die Kunstsammlung im Hauptgebäude besteht wiederum aus zwei Hauptbestandteilen, zum einen spätgotische Gemälde und Skulpturen, etwa von Jan Rombouts I., Josse van der Baren, Rogier van der Weyden und Dierick Bouts, zum anderen flämische Meister des 19. Jahrhunderts, wie Constantin Meunier, Jef Lambeaux und George Minne.